# Shari (cantante)
Shari Noioso, nota semplicemente come Shari (Monfalcone, 14 ottobre 2002), è una cantautrice italiana.

## Biografia
Nata a Monfalcone nel 2002, la sua famiglia si è successivamente stabilita a Udine. Ha dimostrato interesse per la musica sin dall'età di 10 anni, iniziando a studiare canto e pianoforte presso l'accademia The Groove Factory di Udine.
È salita alla ribalta nel 2015, quando ha preso parte alla seconda edizione di Tú sí que vales su Canale 5 e, dopo aver superato le fasi iniziali con successo, si è esibita durante la finale senza però classificarsi sul podio.
Dopo l'esperienza del talent l'artista ha ottenuto un contratto discografico con l'etichetta Warner Music, con cui ha pubblicato le cover di Imagine e The Sound of Silence e il singolo di debutto Don't You Run. Nel 2016 è stata artista ospite del tour de Il Volo durante la tournée L'amore si muove Tour.
Nel 2019 ha collaborato con il duo Benji & Fede al singolo Sale, certificato disco d'oro per le oltre 35 000 unità vendute a livello nazionale. Nello stesso anno è stata confermata tra i venti semifinalisti a Sanremo Giovani 2019, ma non è riuscita a ottenere il pass per accedere al Festival di Sanremo 2020.
Nel 2021 ha collaborato con il rapper Salmo al singolo L'angelo caduto, estratto dall'album di quest'ultimo Flop, certificato disco d'oro per le oltre 35 000 unità vendute.
Nel luglio 2022, dopo aver ottenuto un contratto con la Columbia Records, ha pubblicato l'EP d'esordio Fake Music, che si distacca da i suoi lavori precedenti per l'influenza da generi come la black music e il soul. Nel novembre dello stesso anno è stata confermata tra i dodici partecipanti a Sanremo Giovani 2022, festival musicale che ha selezionato sei artisti emergenti per il 73º Festival di Sanremo. Shari è riuscita a qualificarsi tra i primi sei con il brano Sotto voce, che le ha permesso di prendere parte al festival con l'inedito Egoista. Nella serata conclusiva della kermesse si classifica al ventisettesimo posto.
Nel novembre 2024 pubblica il suo primo album Amore & blues.

## Discografia

### Album
- 2024 – Amore & Blues

### EP
- 2016 – Shari
- 2022 – Fake Music
- 2023 – Alice in Hell

### Singoli
- 2016 – Imagine/The Sound of Silence
- 2016 – Don't You Run
- 2019 – Stella
- 2021 – Follia
- 2022 – Un altro giro
- 2022 – Lo detesto
- 2022 – Sotto voce
- 2023 – Egoista
- 2023 – Ti uccido
- 2023 – Non Esisto
- 2023 – Parlami
- 2024 – Cenere e fumo
- 2025 – Amore & Blues
- 2025 – Diamante
- 2025 – ILY

#### Come ospite
- 2019 – Sale (Benji & Fede feat. Shari)
- 2021 – Testamento (La resa dei conti) (Slait, Low Kidd feat. J. Lord e Shari)
- 2021 – L'angelo caduto (Salmo feat. Shari)
- 2021 – No one else (DJ Treeplo feat. Shari)
- 2023 – Hey Mama (Brava Gente, Nerone, Ensi feat. Shari)
- 2024 – Andare via (Mostro feat. Shari)
- 2024 – Nevada (3D feat. Shari, Nayt & Mezzosangue)
- 2024 – Spine (Jack the Smoker, Big Joe feat. Shari)
- 2025 – Loser (Nerone feat. Shari e Dani Faiv)

## Tournée
- 2023 – Shari: Summer Tour 2023